# Mecopisthes silus
Mecopisthes silus är en spindelart som först beskrevs av O. Pickard-Cambridge 1872.  Mecopisthes silus ingår i släktet Mecopisthes och familjen täckvävarspindlar. Inga underarter finns listade i Catalogue of Life.